# Christopher Morrison
Christopher Wingfield Morrison in arte Mink (Londra, ...) è un regista e fumettista inglese.

## Biografia
Nato a Londra, all'età di otto anni si trasferì coi genitori a Los Angeles.
Durante la fase adolescenziale, studiò presso un istituto di fotografia situato a Santa Barbara (California); una volta diplomatosi fece ritorno a Los Angeles, dove venne assunto dai Walt Disney Studios.
Prima di investire nel mondo del cinema, diresse svariati video musicali per gli artisti Snoop Dogg, Master P, Slum Village e per i gruppi di musica alternativa Veruca Salt, Face 2 Face, Dead Poetic e Sheryl Crow.
Nel 2002, trovò una occupazione come regista presso la A Band Apart su nomina di Lawrence Bender, società che ha chiuso i battenti nel 2006. Dopo aver esordito col film d'azione Full Clip (2004), nel 2005 proseguì sul filone d'azione nel Into the Sun, tra gli altri interpretato dal veterano Steven Seagal.
Ha inoltre scritto tre romanzi a fumetti per le case di fumetti Image Comics e Dark Horse Comics.
Attualmente, egli non è impegnato in alcun progetto, ma si rumoreggia che sia stato assunto come regista di MK3, terza trasposizione cinematografica dei videogiochi Mortal Kombat.

## Filmografia
- Full Clip (2004)
- Into the Sun (2005)